# Toros Bravos de Moroleón
Los Toros Bravos de Moroleón es un equipo de béisbol que compite en la Liga Invernal Mexicana con sede en Moroleón, Guanajuato, México.

## Historia
Los Toros Bravos debutaron en la LIM en la Temporada 2015-2016, bajo el nombre de Toros de Moroleón. A partir de la temporada 2017 toman del nombre de Toros Bravos de Moroleón ya que son sucursal de los equipos Bravos de León y Toros de Tijuana que participan en la Liga Mexicana de Béisbol.

## Jugadores

### Roster actual
Actualizado al 7 de noviembre de 2016.
"Temporada 2016-2017"
| Lanzadores: - 12 Jaime Corral Rodríguez - 17 Manuel Tijerina - 20 Dagoberto Vargas - 23 Jordan Aboites - 25 Michell Armando Rodríguez Herrera - 26 Daniel De La Fuente - 28 Daniel Guzmán - 29 Carlos Alberto Espinoza Magallanes - 44 Víctor Jesús Castañeda Cabrera - 45 Alejandro Flores Acosta - 46 Jonathan Maciel - 69 Michaelangelo Guzmán - 77 Sergio Alvarado Franco Receptores: - 13 Alberto Cañedo Chi - 33 Rubén Ybarra - 36 Juan Manuel Kirk Castellanos - 40 Omar Rentería Íñiguez |  | Jugadores de Cuadro: - 1 Pedro Jesús Arenas Caro - 7 Marco Tulio Jaime Medina - 58 Ali Deloarte - 99 Héctor Alain Ponce Tízoc Jardineros: - 11 Humberto Chin - 14 Alonso Gaytán - 15 Víctor Arnulfo Navarro Figueroa - 22 Luis Alberto Cossío Verdugo - 62 Rubén Armando Reyes Villegas Mánager: 4 Pedro Meré |

 =  Cuenta con nacionalidad mexicana. 

### Jugadores destacados
Por definir.